# モクモクれん
青春ホラー漫画『光が死んだ夏』の作者。web漫画サイトヤングエースUPにて 「光が死んだ夏」の連載をしている。 
作者の詳細は以下に記事がある。
https://times.abema.tv/articles/-/10181508
1. ↑  “本人のXアカウント”. 2025年8月18日閲覧。